# Front national uni (Comores)
Le Front national uni est un parti politique fondé, après l'indépendance, par Ali Soilih. Celui-ci regroupe alors derrière lui, en plus de ses partisans, les déçus du parti Vert issus des rangs du Rassemblement démocratique du peuple comorien, du parti socialiste des Comores, de Mohélie ou du Mouvement de libération nationale des Comores.

## Membres
- Said Atthoumani
- Saïd Mohamed Djohar
- Abou Bacar Boina